# جی‌استور
جی استور، یک کتابخانه دیجیتال است که در سال ۱۹۹۵ میلادی بنیان‌گذاری شده‌است و در اصل شامل نسخه‌های دیجیتالی شده ژورنال‌های علمی بود اما هم‌اکنون شامل کتاب، منابع اولیه و شماره‌های جدید ژورنال‌ها نیز هست. این پایگاه اطلاعاتی، جستجو در میان متن کامل دوهزار ژورنال را فراهم می‌آورد. بیش از هشت هزار مؤسسه در بیش از ۱۶۰ کشور دنیا به این پایگاه دسترسی دارند. برای دسترسی کامل به پایگاه باید ثبت نام کرد اما دسترسی به برخی مواد مانند آنهایی که در مالکیت عمومی قرار دارند بدون ثبت نام نیز مقدور است. همچنین جی استور در سال ۲۰۱۲ میلادی امکانی را فراهم آورد که از طریق آن پژوهشگرانی که ثبت نام کرده‌اند ژورنال‌هایی قدیمی را برای استفاده شخصی به‌طور رایگان می‌توانند از پایگاه به‌دست آورند.

## دسترسی

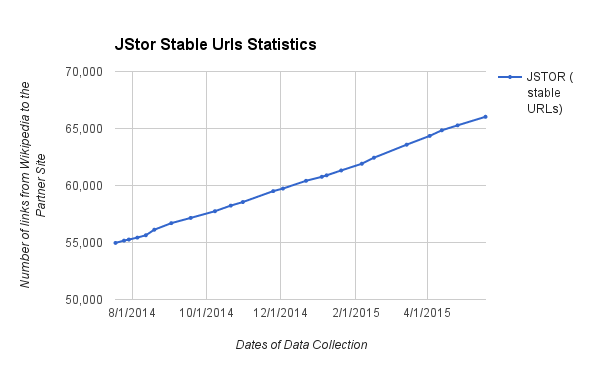
تعداد پیوندها از ویکی‌پدیای انگلیسی به JSTOR

### محدودیت
دسترسی بیشتر ژورنال‌ها در جی استور با دیوار متحرک کنترل می‌شود که مدت زمانی است بین نشر آخرین شماره و قرارگیری آخرین شماره از مجله بر روی سایت جی استور. این تاریخ بین جی استور و ناشر توافق می‌شود. ناشر می‌تواند درخواست دهد که این مدت زمانی تغییر کند یا فقط در بازه‌های زمانی خاصی وجود بدارد. قبلاً ناشرین همچنین می‌توانستند دیوار متحرک را به دیوار ثابت تبدیل کنند. دیوار ثابت زمان خاصی است که از آن زمان به بعد هیچ شماره‌ای از ژورنال بر روی جی استور قرار نخواهد گرفت. از سال ۲۰۱۰ میلادی امکان درخواست دیوار ثابت فقط برای سه ناشر باقی‌ماند.

### افزایش دسترسی عمومی
از سپتامبر ۲۰۱۱ میلادی جی استور برخی محتویات پایگاه اطلاعاتی خود را در دامنه عمومی قرار داد. نشریات قدیمی که این سایت از آن با عبارت Early Journal Content یاد می‌کند شش درصد کل محتویات سایت را تشکیل می‌دهد که بیش از پانصد هزار سند از بیش از ۲۰۰ ژورنال است که قبل از ۱۹۲۳ میلادی در آمریکا و قبل از ۱۸۷۰ در کشورهای دیگر چاپ می‌شد.
از ژانویه ۲۰۱۲ میلادی این شرکت طرحی را راه‌اندازی (پروژه) کرد که از طریق آن پژوهشگران پس از ثبت نام و برای استفاده شخصی محتویات بیشتری را می‌توانند بدون پرداخت مبلغ به صورت آنلاین بخوانند ولی نمی‌توانند آنها را به صورت پی‌دی‌اف دانلود کنند. این دسترسی در بدو امر مربوط به هجده درصد از ژورنال‌های قدیمی می‌شود. با این روش می‌توان سه مقاله در هر دو هفته خواند! مقالاتی که کمتر از سه سال از چاپشان می‌گذرد در این طرح قرار ندارند.